# Рубан, Василий Григорьевич
Васи́лий Григо́рьевич Ру́бан (14 [25] марта 1742, Белгород — 24 сентября [5 октября] 1795, Санкт-Петербург) — русский писатель и поэт эпохи Просвещения. Издатель журналов «Ни то, ни сё» (1769), «Трудолюбивый муравей» (1771), «Старина и новизна» (1772—1773) — одних из первых на русском языке. Переводчик сочинений Вергилия и Овидия.
Среди сочинений Рубана — много описаний памятников, исторических сочинений, работы по статистике и географии, а также первый путеводитель по Москве («Описание Императорского столичного города Москвы»).

## Биография
Родился 14 (25) марта 1742 года в Белгороде в малороссийской семье мелкопоместного дворянина.
В 1752 году поступил в Киево-Могилянскую академию, в 1754 году перевёлся в Славяно-греко-латинскую академию в Москве. В 1755 году вскоре после открытия Московского университета перешёл в университетскую гимназию для разночинцев. Был произведён в звание студента Московского университета (29 апреля 1759 года). В университете особенно интенсивно изучал иностранные языки: латинский, греческий, французский, немецкий, татарский. Окончил учёбу в 1761 году и в журнале «Полезное увеселение» в этом же году появилась его первая публикация: перевод с латинского произведения «Папирия, римского отрока, остроумные вымыслы и молчание».
В 1762 году получил чин коллежского актуариуса Коллегии иностранных дел, переводил с турецкого языка, служил переводчиком турецкого языка в Запорожье, где помогал выдавать паспорта русским, которые ехали в Крым. С 1774 года, в течение 18 лет работал секретарём у Г. А. Потёмкина. В 1777 году получил чин надворного советника. С 1778 года получил должность директора новороссийских училищ. Когда Потёмкин возглавил Военную коллегию (1784), Рубан тоже получил должность в этом ведомстве: заведовал иностранной перепиской и был переводчиком деловых бумаг с польского языка.
По мнению исследователей, в похвальных гимнах Василия Рубана отсутствуют искренние чувства, а есть только риторика. Одним из примеров можно упомянуть оду на привитие оспы императрице, где Василий Григорьевич сравнивает Екатерину со змеем, вознесённым Моисеем на дерево во имя спасения народа.
Большую известность получил своими похвальными надписями в стихах (ряд которых изданы под заглавием «Сочиненные и переведенные надписи победы Россиян над турками и на другие достопамятности» (СПб., 1771). Между тем, и в данных надписях не много оригинальности — они в большинстве своём возвышают действия покровителей Василия Григорьевича. Особо знаменита «Надпись к камню, назначенному для подножия статуи императора Петра Великого», которая начинается стихами: «Колосс Родосский! свой смири прегордый вид».
С 1764 года Василий Григорьевич стал работать в различных журналах, где он писал переводы с французского и немецкого языков, а также оригинальные стихотворения. С 1764 года писал в журнале «Доброе намерение», с 1770 года в журналах «Парнасский щепетильник» и «Трутень», а с 1772 — в журнале «Живописец».
С 1769 года В. Рубан при участии С. С. Башилова также решил открыть своё собственное дело и начал издавать еженедельный журнал с оригинальным названием «Ни то, ни сё». Основная цель данного издания по словам самого автора была в том, чтобы «услужить публике». В журнале почти не было сатиры, а темы статей выбирались волей случая (без какой-либо общей подоплёки). Журнал приказал долго жить после 5 месяцев.
В 1771 году Василий Григорьевич начал издавать журнал «Трудолюбивый Муравей», однако он не был особо примечательным. В следующие два года была издана пара книг. Первая, под названием «Старина и Новизна», являлась подобием альманаха, в котором были статьи по русской истории. Далее были изданы книги: «Поход боярина и большого полку воеводы А. С. Шеина к Азову», «Устав ратных, пушечных и др. дел, составленный в 1607 и 1621 гг. Онисимом Михайловым» и другие.
В 1782 году напечатал «Описание Императорского столичного города Москвы» (факсимильное издание, 1989) — фактически первый путеводитель по Москве, содержавший сведения о топографии, территории, облике, административном устройстве, экономике, социальном составе жителей города. В основу структуры путеводителя положены административное деление Москвы на 14 полицейских частей, а также исторически сложившаяся планировка города.
Умер 24 апреля (5 мая) 1795 года в Санкт-Петербурге. Могила Рубана на кладбище Большой Охты была затеряна ещё в XIX веке. Последние годы он провёл в острой нужде, одиночестве и болезнях, и, когда умер, его скромное имущество было продано с молотка. По характеристике из альбома-каталога «Русские портреты XVIII и XIX столетий»:

Среди современников Рубан пользовался репутацией корыстного стихоплёта-панегириста; количество написанных и напечатанных им стихов громадно, причём они крайне бездарны; это был типичный метроман, нередко и частную свою переписку ведший в стихотворной форме; к искательству же побуждала его постоянная нужда, в которой он провёл чуть не весь свой век.